# Öböl-kupa
Az Öböl-kupa (arab nyelven: كأس الخليج العربي, Kasz al-Halídzs al-Arabi, a nyugati sportsajtóban Arabian Gulf Cup vagy Gulf Cup of Nations, vagy röviden csak Gulf Cup) egy kétévente megrendezésre kerülő labdarúgótorna, amelyen Ázsia, azon belül is a Perzsa-öböl országainak válogatottjai és Jemen csapata vesznek részt. Az eseményt a Perzsa-öböl labdarúgó-szövetsége szabályozza és rendezi meg. Az első tornát 1970-ben írták ki, de politikai események miatt többször is előfordult, hogy csak négyévente került megrendezésre.

## Története
A bajnokság létrehozásának ötlete a Mexikóvárosban rendezett 1968-as olimpián vetődött fel először. Az első Öböl-kupára 1970-ben került sor, a kiírást pedig Kuvait válogatottja nyerte meg. Kuvait emellett tíz győzelmével a legsikeresebb válogatott az Öböl-kupa történetében, miután a 2019-ig megrendezett 23 esemény majd egyharmadát megnyerte. Szaúd-Arábia, Katar és Irak rendelkezik még három-három végső győzelemmel, míg a 2017 decembere és 2018 januárja közt megrendezett 23. kiírás során Omán csapata végzett az első helyen, miután a döntőben büntetőpárbajban felülkerekedett az Egyesült Arab Emírségek válogatottján.
2017-ben az Öböl-menti Együttműködési Tanács (GCC) tagországai, köztük Szaúd-Arábia, az Egyesült Arab Emírségek és Bahrein megszakították az együttműködést Katarral. Miután a 2019-es torna házigazdájaként a Perzsa-öböl labdarúgó-szövetsége Katart, Doha városát nevezte meg házigazdaként, a három említett ország labdarúgó-szövetsége bejelentette, hogy bojkottálja az eseményt és nem indít csapatot a tornán. 2019. november 12-én a három ország labdarúgó-szövetsége úgy határozott, hogy mégis részt vesz a katari eseményen.
Érdekesség, hogy emellett a konfliktus rendezvény fejlődésében is nagy szerepet játszott Katar, illetve a katari székhelyű beIN SPORTS, Nyugat-Ázsia és Észak-Afrika vezető sportcsatornája. A csatorna a 2004-es torna közvetítési jogait nyerte el először, majd drasztikusan megreformálta azt, például a 2009-es torna mérkőzéseinek HD formátumú sugárzásával, vagy a mérkőzések kameraképeinek tökéletesítésével.
Az egyes tornákon gyakran tiszteletüket tették a sportág legbefolyásosabb irányítói is, így Sepp Blatter és Michel Platini is. A Nemzetközi Labdarúgó-szövetség Végrehajtó Bizottsága 2013. október 4-i ülésnapján tárgyalta, az Öböl-kupa nemzetközi mérkőzésnaptárba való minél rugalmasabb beillesztését.
A 2021 decemberére tervezett kupát a mérkőzések feltorlódása miatt (vb selejtező, Arab kupa) 2023 januárjára halasztották.

## Eredmények
| 1. Összefoglaló  | 1970    | Bahrein                 | Kuvait                  | Körmérkőzéseket rendeztek | Bahrein                 | Szaúd-Arábia                                                  | Körmérkőzéseket rendeztek                                     | Katar                                                         |
| 2. Összefoglaló  | 1972    | Szaúd-Arábia            | Kuvait                  | Körmérkőzéseket rendeztek | Szaúd-Arábia            | Egyesült Arab Emírségek                                       | Körmérkőzéseket rendeztek                                     | Katar                                                         |
| 3. Összefoglaló  | 1974    | Kuvait                  | Kuvait                  | 4 – 0                     | Szaúd-Arábia            | Egyesült Arab Emírségek                                       | 1 – 1 (3–0) büntetőkkel                                       | Katar                                                         |
| 4. Összefoglaló  | 1976    | Katar                   | Kuvait                  | 4 – 2                     | Irak                    | Katar                                                         | Körmérkőzéseket rendeztek                                     | Bahrein                                                       |
| 5. Összefoglaló  | 1979    | Irak                    | Irak                    | Körmérkőzéseket rendeztek | Kuvait                  | Szaúd-Arábia                                                  | Körmérkőzéseket rendeztek                                     | Bahrein                                                       |
| 6. Összefoglaló  | 1982    | Egyesült Arab Emírségek | Kuvait                  | Körmérkőzéseket rendeztek | Bahrein                 | Egyesült Arab Emírségek                                       | Körmérkőzéseket rendeztek                                     | Szaúd-Arábia                                                  |
| 7. Összefoglaló  | 1984    | Omán                    | Irak                    | 1 – 1 (3–2) büntetőkkel   | Katar                   | Szaúd-Arábia                                                  | Körmérkőzéseket rendeztek                                     | Egyesült Arab Emírségek                                       |
| 8. Összefoglaló  | 1986    | Bahrein                 | Kuvait                  | Körmérkőzéseket rendeztek | Egyesült Arab Emírségek | Szaúd-Arábia                                                  | Körmérkőzéseket rendeztek                                     | Katar                                                         |
| 9. Összefoglaló  | 1988    | Szaúd-Arábia            | Irak                    | Körmérkőzéseket rendeztek | Egyesült Arab Emírségek | Szaúd-Arábia                                                  | Körmérkőzéseket rendeztek                                     | Bahrein                                                       |
| 10. Összefoglaló | 1990    | Kuvait                  | Kuvait                  | Körmérkőzéseket rendeztek | Katar                   | Bahrein                                                       | Körmérkőzéseket rendeztek                                     | Omán                                                          |
| 11. Összefoglaló | 1992    | Katar                   | Katar                   | Körmérkőzéseket rendeztek | Bahrein                 | Szaúd-Arábia                                                  | Körmérkőzéseket rendeztek                                     | Egyesült Arab Emírségek                                       |
| 12. Összefoglaló | 1994    | Egyesült Arab Emírségek | Szaúd-Arábia            | Körmérkőzéseket rendeztek | Egyesült Arab Emírségek | Bahrein                                                       | Körmérkőzéseket rendeztek                                     | Katar                                                         |
| 13. Összefoglaló | 1996    | Omán                    | Kuvait                  | Körmérkőzéseket rendeztek | Katar                   | Szaúd-Arábia                                                  | Körmérkőzéseket rendeztek                                     | Egyesült Arab Emírségek                                       |
| 14. Összefoglaló | 1998    | Bahrein                 | Kuvait                  | Körmérkőzéseket rendeztek | Szaúd-Arábia            | Egyesült Arab Emírségek                                       | Körmérkőzéseket rendeztek                                     | Omán                                                          |
| 15. Összefoglaló | 2002    | Szaúd-Arábia            | Szaúd-Arábia            | Körmérkőzéseket rendeztek | Katar                   | Kuvait                                                        | Körmérkőzéseket rendeztek                                     | Bahrein                                                       |
| 16. Összefoglaló | 2003–04 | Kuvait                  | Szaúd-Arábia            | Körmérkőzéseket rendeztek | Bahrein                 | Katar                                                         | Körmérkőzéseket rendeztek                                     | Omán                                                          |
| 17. Összefoglaló | 2004    | Katar                   | Katar                   | 1 – 1 (6–5) büntetőkkel   | Omán                    | Bahrein                                                       | 3 – 1                                                         | Kuvait                                                        |
| 18. Összefoglaló | 2007    | Egyesült Arab Emírségek | Egyesült Arab Emírségek | 1 – 0                     | Omán                    | Szaúd-Arábia / Bahrein · Nem rendeztek bronzmérkőzést         | Szaúd-Arábia / Bahrein · Nem rendeztek bronzmérkőzést         | Szaúd-Arábia / Bahrein · Nem rendeztek bronzmérkőzést         |
| 19. Összefoglaló | 2009    | Omán                    | Omán                    | 0 – 0 (6–5) büntetőkkel   | Szaúd-Arábia            | Kuvait / Katar · Nem rendeztek bronzmérkőzést                 | Kuvait / Katar · Nem rendeztek bronzmérkőzést                 | Kuvait / Katar · Nem rendeztek bronzmérkőzést                 |
| 20. Összefoglaló | 2010    | Jemen                   | Kuvait                  | 1 – 0                     | Szaúd-Arábia            | Irak / Egyesült Arab Emírségek · Nem rendeztek bronzmérkőzést | Irak / Egyesült Arab Emírségek · Nem rendeztek bronzmérkőzést | Irak / Egyesült Arab Emírségek · Nem rendeztek bronzmérkőzést |
| 21. Összefoglaló | 2013    | Bahrein                 | Egyesült Arab Emírségek | 2 – 1 h.u                 | Irak                    | Kuvait                                                        | 6 – 1                                                         | Bahrein                                                       |
| 22. Összefoglaló | 2014    | Szaúd-Arábia            | Katar                   | 2 – 1                     | Szaúd-Arábia            | Egyesült Arab Emírségek                                       | 1 – 0                                                         | Omán                                                          |
| 23. Összefoglaló | 2017–18 | Kuvait                  | Omán                    | 0 – 0 (5–4) büntetőkkel   | Egyesült Arab Emírségek | Irak / Bahrein · Nem rendeztek bronzmérkőzést                 | Irak / Bahrein · Nem rendeztek bronzmérkőzést                 | Irak / Bahrein · Nem rendeztek bronzmérkőzést                 |
| 24. Összefoglaló | 2019    | Katar                   | Bahrein                 | 1 – 0                     | Szaúd-Arábia            | Irak / Katar · Nem rendeztek bronzmérkőzést                   | Irak / Katar · Nem rendeztek bronzmérkőzést                   | Irak / Katar · Nem rendeztek bronzmérkőzést                   |

## Legtöbb győzelem
| Ország                  | Győzelmek száma                                                 |
| ----------------------- | --------------------------------------------------------------- |
| Kuvait                  | 10 (1970, 1972, 1974, 1976, 1982, 1986, 1990, 1996, 1998, 2010) |
| Szaúd-Arábia            | 3 (1994, 2002, 2003)                                            |
| Katar                   | 3 (1992, 2004, 2014)                                            |
| Irak                    | 3 (1979, 1984, 1988)                                            |
| Egyesült Arab Emírségek | 2 (2007, 2013)                                                  |
| Omán                    | 2 (2009, 2017)                                                  |
| Bahrein                 | 1 (2019)                                                        |

## Rekordok

### Az Öböl-kupa történetének legeredményesebb játékosai
|   | Játékos                  | Ország                  | Gólok száma |
| - | ------------------------ | ----------------------- | ----------- |
| 1 | Dzsászim Jaakúb          | Kuvait                  | 18          |
| 2 | Medzsid Abdullah         | Szaúd-Arábia            | 17          |
| 2 | Huszejn Szaíd            | Irak                    | 17          |
| 4 | Dzsaszim al-Húídi        | Kuvait                  | 14          |
| 4 | Fejszál ad-Dahíl         | Kuvait                  | 14          |
| 6 | Manszúr Muftáh           | Katar                   | 13          |
| 7 | Júszuf asz-Szúíd         | Kuvait                  | 12          |
| 8 | Ahmed al-Mutava          | Kuvait                  | 12          |
| 8 | Fahad Hamísz             | Egyesült Arab Emírségek | 10          |
| 8 | Mahmúd Szúfi             | Katar                   | 10          |
| 8 | Jaszer Szaíd al-Dzahtáni | Szaúd-Arábia            | 10          |

### Az egyes tornák gólkirályai
| Év      | Játékos                  | Gólok száma |
| ------- | ------------------------ | ----------- |
| 1970    | Mohammed Masawd          | 3           |
| 1970    | Jawad Khalif             | 3           |
| 1972    | Hamad Bu Hamood          | 6           |
| 1974    | Dzsászím Jákúb           | 6           |
| 1976    | Dzsászím Jákúb           | 9           |
| 1979    | Huszejn Szaíd            | 10          |
| 1982    | Ebrahim Zwaeed           | 3           |
| 1982    | Saleem Khalifa           | 3           |
| 1982    | Yussif Swaid             | 3           |
| 1982    | Medzsid Abdullah         | 3           |
| 1984    | Huszejn Szaíd            | 7           |
| 1986    | Fahad Hamísz             | 6           |
| 1988    | Zuhair Bukheet           | 4           |
| 1988    | Ahmad Radhi              | 4           |
| 1990    | Mohammed Ebrahim Hajeyah | 5           |
| 1992    | Mubarak Mustafa          | 3           |
| 1994    | Fuad Anwar               | 4           |
| 1994    | Mahmoud Soufi            | 4           |
| 1996    | Mohammed Salem Al-Enazi  | 4           |
| 1998    | Jasem Al Huwaidi         | 9           |
| 2002    | Hani Al-Dhabit           | 5           |
| 2003–04 | Talal Yousef             | 5           |
| 2004    | Amad Al Hosni            | 4           |
| 2007    | Ismail Matar             | 5           |
| 2009    | Hassan Rabia             | 4           |
| 2010    | Ahmed al-Mutava          | 3           |
| 2010    | Alá Abd az-Zahra Hassán  | 3           |
| 2013    | Ahmed Halíl              | 3           |
| 2013    | Abdulhadi Khamis         | 3           |
| 2014    | Ali Mabkhout             | 5           |
| 2017–18 | Ali Hoszni               | 2           |
| 2017–18 | Ali Faez                 | 2           |
| 2017–18 | Jamal Rashid             | 2           |
| 2017–18 | Almaz Ali                | 2           |
| 2017–18 | Said Al-Ruzaiqi          | 2           |
| 2019    | Ali Mabkhout             | 5           |

### Egyéb rekordok
- Legnagyobb különbségű győzelem – 8 gólos

Kuvait 8 – 0 Omán (1976. március 29.)
- Legtöbb gól egy mérkőzésen – 8 gól

Kuvait 8 – 0 Omán (1976. március 29.)
- Legtöbb gól egy mérkőzésen egy játékostól – 5 gól

Medzsid Abdullah  (1979. április 3., Katar ellen)
Dzsaszim al-Húídi  (1998-ban Katar ellen)
- Legtöbb gól egy tornán – 10 gól

Huszeín Szaíd  (1979)

## További információ
- Kooora (Goalzz)
- A torna hivatalos honlapja
- Gulf Cup – Hailoosport.com arab nyelven
- Gulf Cup – Hailoosport.com (angolul)